# Vrbanja
Pour les articles homonymes, voir Vrbanja (homonymie).
Vrbanja est un village et une municipalité située dans la région de la Spačva (Syrmie) et dans le comitat de Vukovar-Syrmie, en Croatie. Au recensement de 2001, la municipalité comptait 5 174 habitants, dont 96,48 % de Croates et le village seul comptait 2 952 habitants.

## Localités
La municipalité de Vrbanja compte 3 localités :
- Soljani
- Strošinci
- Vrbanja